# 侵華日軍南京大屠殺遇難同胞紀念館

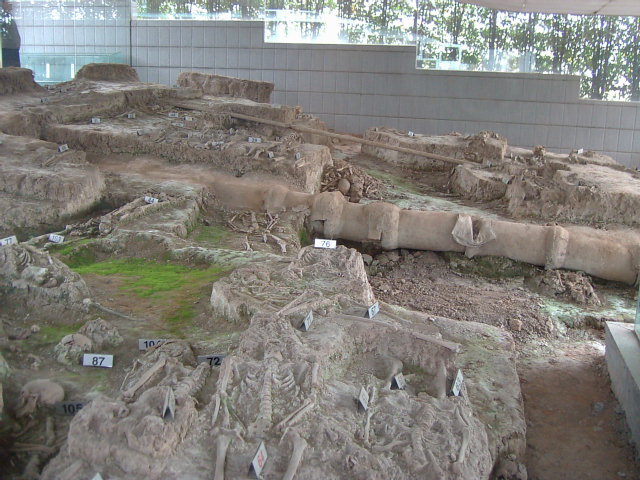
"万人坑"遺址 遺骨

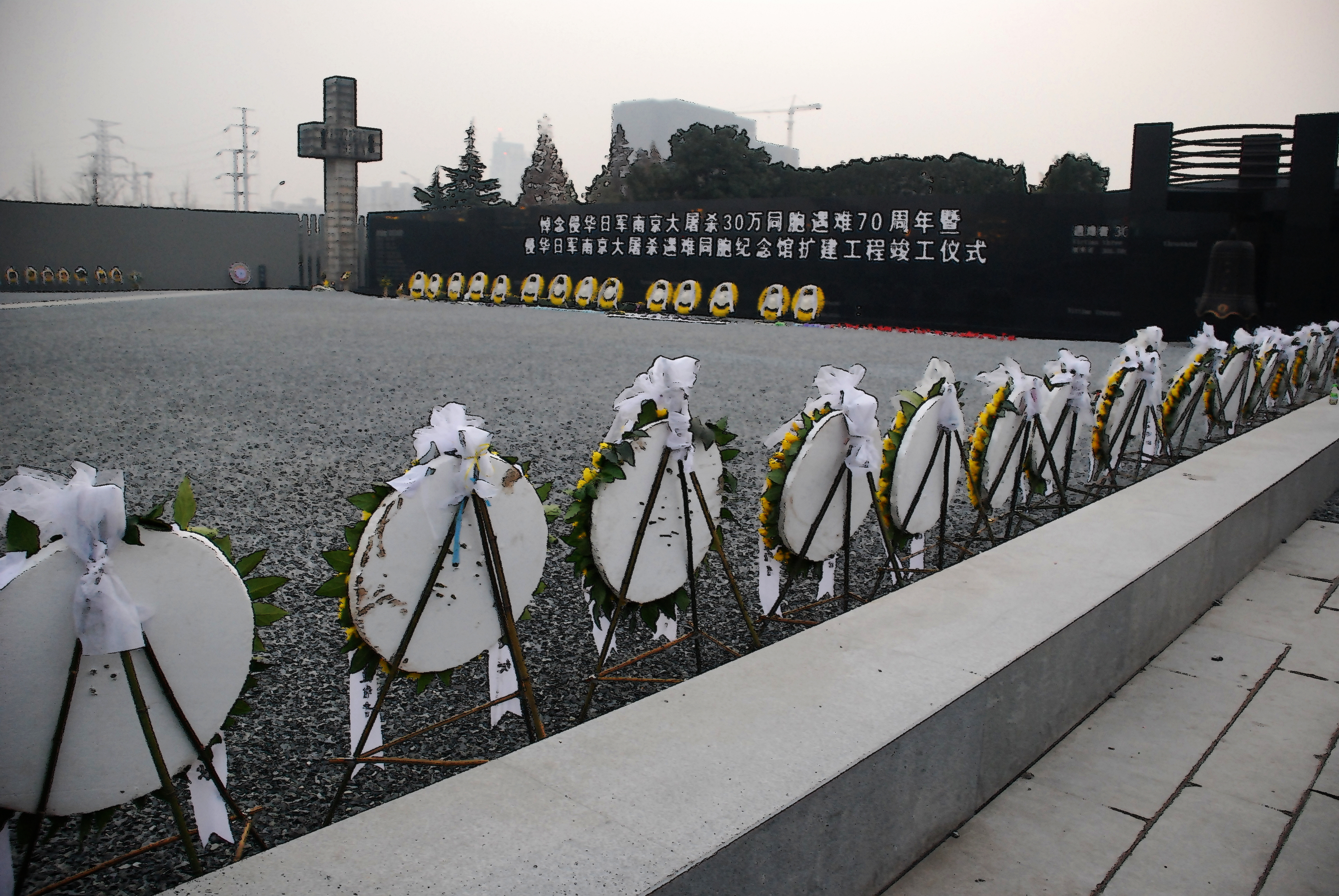
70年記念式典

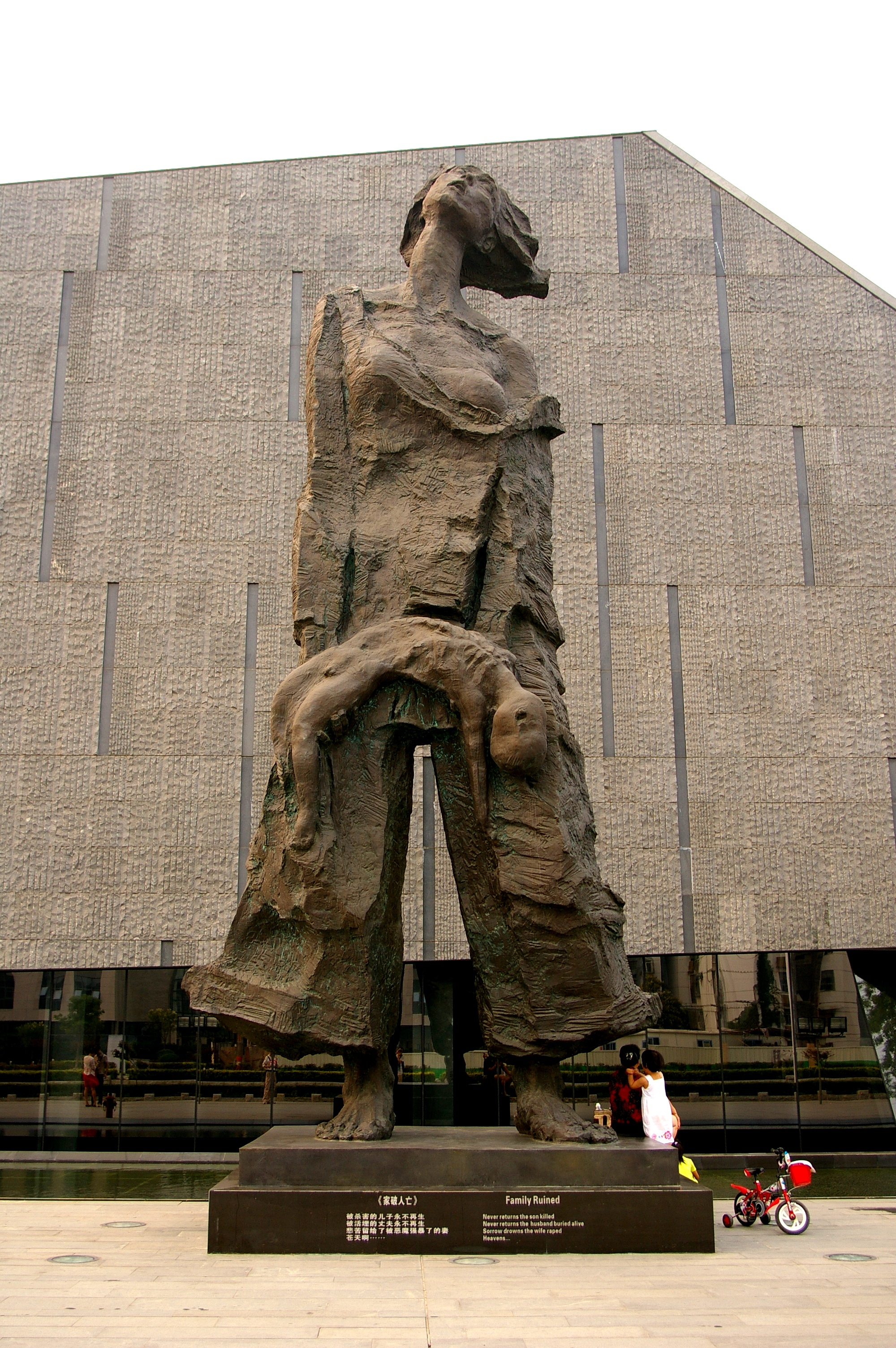
犠牲者のモニュメント

侵華日軍南京大屠殺遇難同胞紀念館（しんかにちぐんナンキンだいとさつぐうなんどうほうきねんかん）は、中華人民共和国の博物館であり、1937年の南京事件を追悼する施設でもある。日本のマスメディアからは南京大虐殺紀念館（なんきんだいぎゃくさつきねんかん）とも呼ばれる。
中国共産党により第1次愛国主義教育模範基地に指定されている。2014年から、ここは南京大虐殺犠牲者国家追悼の指定場所である。

## 概要
博物館の等級区分は最高位の中国国家一級博物館に分類される。

### 「30万人」
当館はかつて、公式ウェブサイトの日本語版で、日本軍が1937年12月13日から約40日間の間に南京に於いて中国の庶民と捕虜になった軍人30万人余りを殺害した、との見解を示していた。また、その後新たに開設された公式ウェブサイトの英語版では、日本軍の兵士が「1937年12月13日から1938年1月にかけて、罪のない民間人と捕虜30万人以上を虐殺した」との見解を示している。
新華社の2014年12月1日の記事によれば館内にある「嘆きの壁」と呼ばれる壁には「南京事件」の犠牲者であるとされる10505名の名前が表記されている。
2007年1月30日に上海交通大学教授で「南京事件」の研究を行っている程兆奇は東京財団主催の講演会で質問者から「南京の記念館、あそこに30万人と書いてありますが、あれは即座に消すべきですね」と指摘された際に「それは一学者あるいは一個人が決められることではないのです。（中略）私がもしも記念館を運営しているということであれば、私は最初から、そういう数字は書きません」と述べている。
2018年6月24日に福田康夫が訪問した際に、紀念館の館長は、30万人という数字は、南京に至るまで日本軍が戦争しながら殺害した人を含めた数字であり、南京市内にいなかった人を含む数字であると説明した。

## 建設の経緯

### 建設
1982年、中国政府の鄧小平ならびに中国共産党中央委員会が、全国に日本の中国侵略の記念館・記念碑を建立して、愛国主義教育を推進するよう指示を出した。この指示を受けて、1983年、中国共産党江蘇省委員会と江蘇省政府は南京事件の紀念館を設立することを決定し、中国共産党南京市委員会と南京市政府に準備委員会を発足させた。鄧小平は1985年2月に南京を視察に訪れ、建設予定の紀念館のために「侵華日軍南京大屠殺遇難同胞紀念館」の館名を揮毫し、鄧小平の視察直後に紀念館の建設が着工され、抗日戦争終結40周年に当たる同年8月15日にオープンした。

### 拡張工事
2006年6月25日を最後の開館日にして、2006年6月26日から南京大虐殺70周年の2007年12月13日落成を目指し拡張工事が開始され一時閉館となった。完成後の敷地面積は2.2ヘクタールから4.7ヘクタールに大きく拡張される。敷地内の構成は東部地区に新資料館が建設され、中部地区に旧資料館、西部地区には和平公園が建設される。新資料館は地上1階、地下2階で構成され屋上と旧資料館の広場を使用すると3万人規模の集会が開催できる広場となる。拡張工事では華南理工大学建築設計研究院の何鏡堂が設計責任者を担当する。総建築面積23万平方メートル、総工費4.78億元であった。2007年中に完成し、同年12月13日に開館した。

## 展示
紀念館は広場陳列、遺骨陳列、資料陳列からなる。広場には犠牲者名を記したものなどの様々な記念碑や虐殺を描いた彫刻などが置かれている（絵画彫刻は、証言や資料などを基に、資料館と芸術家が想像して制作した創作であると注意書きがある）。外形が中国の棺桶のような遺骨陳列室には虐殺後に遺骸が棄てられたとされる「万人坑」から掘り出された人骨の一部が展示されており、線香や花束を供える場所もある。資料館内には国民党軍が使用したトーチカが展示され、攻略戦当時の南京市が再現されている。資料館には旧日本軍の南京大虐殺や抗日戦争に関するパネル展示や資料展示がある。日本軍の弾薬など実物資料も多いが、南京で使われたものでない鹵獲兵器、南方戦線で米軍将兵が戦利品として持ち帰った軍刀、展示のため東京都で購入された軍装など、南京攻略戦とは関係のない資料も存在する。また日本側資料として展示されるものは、アサヒグラフや戦後発行された毎日新聞社の「不許可写真」など民間のもので占められている。ジョン・ラーベなどの一部の駐在外国人を英雄として扱っている。史料館の最期は南京攻略戦に参加した元日本兵の自省的証言を紹介している。

### 展示写真をめぐる日中のやりとり（2007年のリニューアル）
2007年12月の再オープン時に、日本の研究者らが南京事件と無関係であると指摘していた「連行される慰安婦たち」「置き去りにされ泣く赤ん坊」など3枚の写真について紀念館から撤去されていたことが確認された。
2008年1月16日、30万人という犠牲者数を多数表記するなど旧日本軍の「非人道性」を強調しているとして、上海の日本総領事館総領事が日本政府の「問題意識」として「事実関係に疑義がある展示がある」と南京市幹部らに見直しを求める申し入れを行った。しかし朱成山館長は「配慮すべきところは配慮し、良いものができたと思う」と答え、そのままの状態で公開するに至っている。
2008年12月17日に、『産経新聞』は3枚の写真が記念館から撤去されたと報道した。写真はアイリス・チャンの著書『ザ・レイプ・オブ・南京』や本多勝一の『中国の日本軍』等でも日本の残虐行為として紹介されるなど、国内外で誤用されてきたとしている。
翌18日に同新聞は「日本の外務省は同紀念館が南京事件から70年にあたる昨年12月に再オープンして以降、この3枚を含む複数の写真について、史実に反すると日本の学問状況を非公式に中国へ伝えていた。3枚の問題写真の撤去は、こうした外交努力の成果といえる」と主張した。
この18日の報道に対して紀念館側は19日に「再オープンして以降、1枚の写真の入れ替えも行っていない。産経新聞に対して強く抗議を表す」と主張した。また、朱成山紀念館館長も「3枚は戦争の背景を紹介する写真として使用したことはあるが、南京大虐殺そのものの展示で使ったことはない。置き去りにされて泣く赤ん坊の写真は上海南駅で撮影されたもので、展示会「上海で殺戮行為の日本軍、南京に向かう」で使ったことはある。その3枚の写真そのものは、いずれも歴史の事実に符合するものだ。また、新館にこれら3枚の写真を陳列したことはそもそもなく、オープンから1年経っても1枚の写真も入れ替えておらず、日本外務省からの通知を理由に写真を撤去したような事実は全くない」などと反論した。また、問題の写真について日中で異なる見解があることを認めた。

### 2017年のリニューアル
2017年12月14日に展示内容をリニューアルした。写真は2/3に物品は1/3に減った。朝日新聞の本多勝一元記者らの展示物が撤去された。性暴行とするコーナーを設置し、習近平総書記の大きな写真パネルを展示した。

## 所在地
住所：南京市建鄴区水西門大街418号
北緯32度2分7.90秒 東経118度44分36.67秒 / 北緯32.0355278度 東経118.7435194度座標: 北緯32度2分7.90秒 東経118度44分36.67秒 / 北緯32.0355278度 東経118.7435194度（GoogleMap航空写真上の位置はさらに500m西北西）
南京地下鉄2号線雲錦路駅下車すぐ。

## 開館時間
8:30～16:30。月曜日休館。祝日は開館。

## 見学の状況
とりわけ重要な愛国主義教育基地であるため、紅色旅遊百選の対象ともなっている。
2004年3月より無料開放になった。有料当時の入場料は10元であった。入場者数については、2005年度は2,187,531人であるが、有料だった1月、2月は月4万人弱であり無料開放後は3月に12万人、4月に21万人と急激に変化している。見学者は中国人観光客が主体であるが、公安部、人民解放軍が観光バスで団体見学に訪れている。『週刊ポスト』によると、中国の小・中学生が遠足や修学旅行で反日教育を学ぶための訪問先としても人気があるという。また、外国人観光客も見受けられる。
入場に際してはテロ対策のため所持品検査が行われる。また、身分証提示も必要ない。キャプションには英語と日本語の表記もある。（しかしながら隣接する中华抗日战争胜利纪念馆は、パスポートまたは人民身分証の提示が必要かつ日本語の表記はない。）
施設敷地内での撮影は可能だが、特別展示のある建物（2004年4月当時は旧日本軍の化学兵器の被害に関する展示）、資料館内（百人斬りの少尉のパネルがある建物）での撮影は厳禁である。
史料館に隣接して、解放軍施設並びに公安部施設が所在する。
在中国の日本人学校や労働組合、教職員組合などが千羽鶴の奉納をしている。

### 要人見学者
中国
- 胡錦濤
- 李長春
- 李鵬
- 朱鎔基
- 習近平（2014年12月13日[23]、2017年12月13日[24]）

日本
- 海部俊樹
- 田邊誠
- 村山富市
- 野中広務（1998年[25]）
- 菅直人（2002年[26]）
- 古賀誠、岸田文雄、吉川貴盛、小野寺五典、山本幸三ら8名（2006年7月17日[25]）
- 安倍昭恵（2010年[27]）。「午後からは南京記念館に行きました。2度とこのようなことが繰り返されることがないように平和を目的としてつくりました……という説明。私はかなり違和感を覚えたので、この記念館の感想は省きます」とブログに記載した[27]。
- 鳩山由紀夫（2013年1月17日[28][29]）。「南京大虐殺のような惨事が世界のどの国でも2度とないよう望んでいる。日本人として、この事件の責任を負うべきだ。心よりお詫びをする」と述べた[30]。平和公園に「平和の木」を植樹した[31]。
- 福田康夫（2018年6月24日）。「過去の事実を正確に理解しなければならない。もっと多くの日本人が記念館を参観すべきだ」と述べた[32]。それに対して中国外交部報道局の陸慷報道官は「日本の有識者が歴史を正視し、平和を呼びかけた」として「称賛」の意を表明した[32]。2018年7月4日に、鳩山元首相のときとは展示物が違い、展示内容の修正を評価すると述べた[33]。2018年10月5日に、見解が分かれる犠牲者数について議論する問題ではないとし、「（事件が）あったことは事実。中国の全土にどれだけ被害を与えたか、日本人は考えなくてはいけない」と述べた[34]。

デンマーク
- マルグレーテ2世（2014年[35][36]）

チェコ
- ミロシュ・ゼマン（2017年[37]）

## 関連事項
- ユネスコの世界遺産登録を目指している[38]。
- 2007年12月13日の南京虐殺事件70周年を前に、前日の12日に中国・南京市の太平門地区で記念碑が除幕された。碑には「中日の青少年よ、2度と悲劇を繰り返すな」と刻まれている[39]。
- 国軍歴史文物館 台湾（中華民国）台北市にある軍事博物館。「南京大虐殺時の日本軍の刀」として刀身に「南京の役　殺一〇七人」と刻まれた日本刀が展示されている。